# Economia da Guiana Francesa

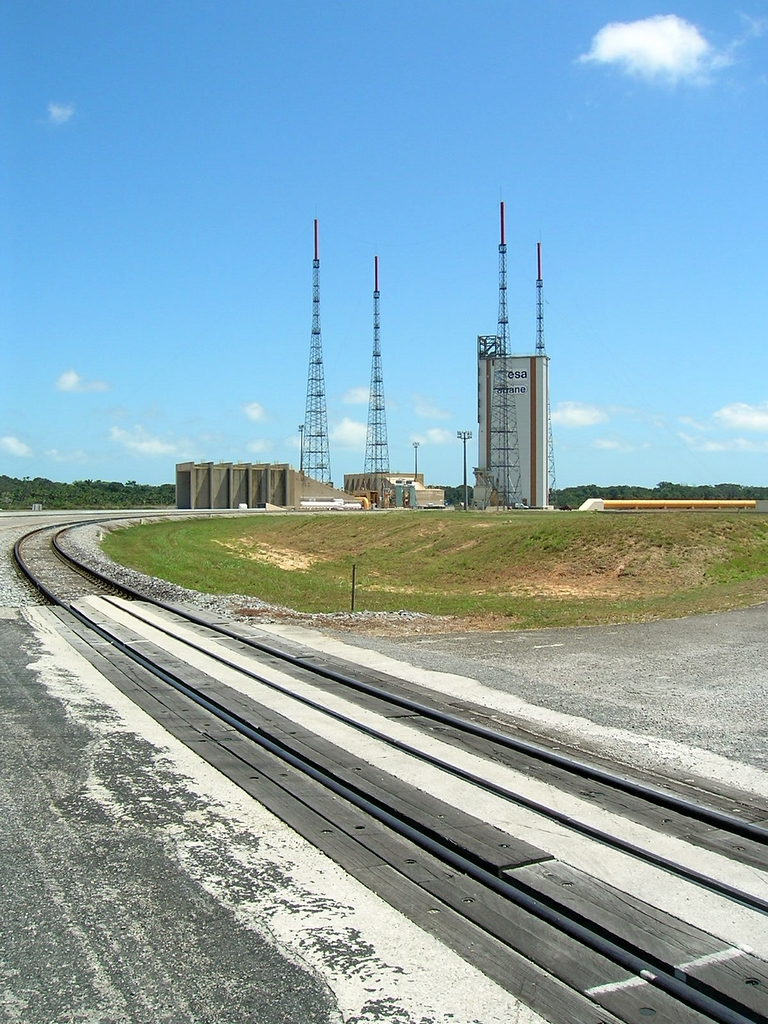
Rampa de lançamento espacial Ariane 5, na Guiana Francesa.

A economia da Guiana Francesa está intimamente ligada à da França através de subsídios e importações. Além da renda do centro espacial francês de Kourou, a pesca e a silvicultura são as principais atividades econômicas. As grandes reservas de madeiras tropicais, não totalmente exploradas, constituem uma indústria em expansão que fornece toras para serrarias em exportação. A produção é, por vezes, limitada à zona costeira, onde a população está concentrada principalmente, sendo o arroz e a mandioca duas das principais produções. A Guiana Francesa é altamente dependente da importação de alimentos e energia. O desemprego é um problema grave, especialmente entre os trabalhadores mais jovens.
A Guiana Francesa é altamente dependente da França continental para os subsídios, o comércio e os bens. As principais indústrias são a pesca (contabilidade para três - quartos das exportações estrangeiras), mineração de ouro e madeira. Em adição, o Centro Espacial da Guiana em Kourou gera 25% do Produto interno bruto (PIB) e emprega cerca de 1.700 pessoas.
Há muito poucas indústrias transformadoras. A agricultura é pouco desenvolvida e está confinada principalmente para a área perto do litoral. Açúcar e as bananas são também duas das principais culturas de rendimento. Turismo, especialmente o ecoturismo, está em crescimento. O desemprego é um grande problema, que varia entre 20% e 30%.
Em 2006, o PIB per capita da Guiana Francesa para a taxa de câmbio do mercado, não em PPP, foi de €13.800 (US$ 17.380), um que era de 48% do PIB médio per capita da França metropolitana do mesmo ano.